# 깟비 국제공항
깟비 국제공항(葛陂國際空港, IATA: HPH, ICAO: VVCI 영어: Bodhgaya AirportCat Bi International Airport, 베트남어: Cảng hàng không quốc tế Cát Bi / 港航空國際葛陂)은 베트남 하이퐁에 있는 공항이다. 일반적으로 도시 이름을 따서 하이퐁  국제공항이라는 명칭으로 사용되기도 한다.

## 개요
제1차 인도차이나 전쟁 중에는 프랑스 공군의 깟비 공군기지로 이용되었다. 1954년 3월 6일 밤, 베트남 민병대는 B-261기와 피젤러 항공기를 파괴하며 기지를 공격했다. 디엔비엔푸 전투 때 기지는 CIA의 지원을 받은 민항공운공사에 의해 포위된 프랑스 기지에 화물 운반 임무를 수행하였다. 1954년 3월 13일부터 5월 6일까지 캇바이 기지에서 디엔비엔푸로 전체 682 차례 임무를 수행했다.
베트남 전쟁 때도 베트남 인민공군의 기지로 사용되었다. 1968년 1월 9일과 2월 10일에, 미국 공군기가 이곳 기지를 공습했다. 1973년초 록히드 C-130 허큘리스가 엔드 스윕 작전을 수행하기 위해 지뢰제거 장비를 전달하기 위해 캇바이로 비행을 했다.
베트남 정부는 2015년까지 3,050m의 제2 활주로와 터미널을 확장하는 마스터플랜을 발표했다. 기존의 활주로도 확장을 할 예정이며, 확장이 끝나면 년간 4~5백만의 승객을 처리할 수 있는 공항이 된다. 1단계 공사는 2016년 5월 12일에 완료되었고, 연간 2백만 명의 승객과 보잉 767, 에어버스 A350 XWB과 유사 기종을 수용할 수 있는 국제공항으로 탈바꿈하였다.

## 운항 노선
| 항공사      | 목적지                                                                   |
| ----------- | ------------------------------------------------------------------------ |
| 퍼시픽 항공 | 다낭, 동허이, 호치민                                                     |
| 루이리 항공 | 쿤밍                                                                     |
| 비엣젯 항공 | 방콕, 부온마투옷, 달랏, 다낭, 호치민, 나짱, 푸꾸옥, 쁠래이꾸, 서울(인천) |
| 베트남 항공 | 다낭, 호치민, 나짱                                                       |

## 같이 보기
- 하이퐁 항